# Burgrecht

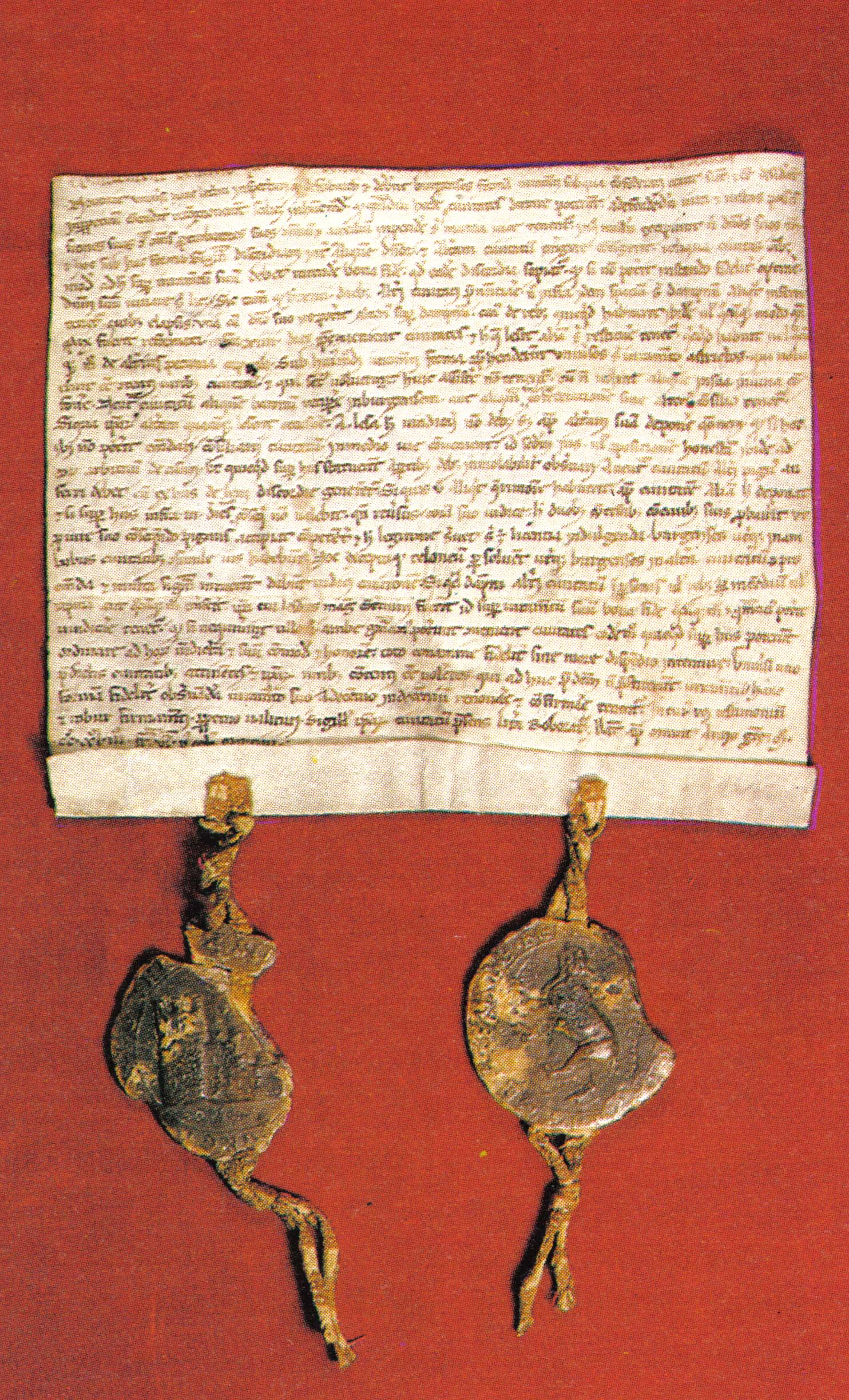
A Bern és Freiburg közti szerződés 1243-ból

A Burgrecht, vagy városi polgárjog (ius burgense, ius civile) a középkorban főként a délnémet és svájci városokban egy város és az azt körülvevő falvak közti szerződéses jogviszony volt.
Ennek keretein belül a településeknek egy nem túl nagy éves adót kellett fizetniük a városnak, illetve a városfalak, árkok és utcák karbantartásához kellett hozzájárulniuk. Ennek fejében a város veszély esetén a falvak lakóinak illetve azok tulajdonának városfalakon belüli védelmét vállalta, békeidőben pedig a vámok elengedésével könnyítette meg terményeik értékesítését.
Sok helyütt a Burgrecht telekadót jelentett, amit a polgár a város urának a telek használata fejében fizetett.
A délnémet városokban a városok és vásárhelyek közti leglényegesebb különbség abban rejlik, hogy a várost szilárd falak veszik körül, míg a vásártartó helyet nem. Minden város vásártartó hely, de nem minden vásárhely város. Minden város (németül: Stadt) egyben vár (Burg), de nem minden vár (Burg) egyben város is. A latin: civitas és urbs kifejezések, amiket a német Burg szóval fordítottak, a kora középkorban nem csupán a tényleges várost jelölik, hanem minden fallal körülvett településre alkalmazták. Másfelől a Burg szó, ami kezdetben fallal körülkerített települést jelentett, folyamatosan elvesztette általánosító jelentését és kezdte azt jelölni, amit ma is értünk alatta - vár, mialatt a fallal körülvett állandó vásáros hely a „Stadt” város jelentést vette fel.
A Burgrecht nyilvánvalóan a római ius civile német fordítása. A Rajna középső és alsó részén a régebbi időkben ezt a kifejezést nem használták, ezeken a területeken a 13. századig nem volt szokás az oklevelekben a ius civile és ius urbale kifejezéseket németre fordítani, de amikor az oklevelek nyelve nagyobb részt a német lett  a „Burg” szó lassan elvesztette eredeti jelentését és a „Stadt” város szóval helyettesítették. Nem lehet kétséges azonban, hogy ezeken a területeken is, amíg  a „Stadtrecht” (városi jog) szó el nem terjedt, a régi római települések ius civile elnevezését eredetileg „Burgrecht”nek mondták. A ius burgense meghatározás sem egyéb, mint a német kifejezés latinosítása.

## Fordítás
- Ez a szócikk részben vagy egészben a Burgrecht című német Wikipédia-szócikk ezen változatának fordításán alapul.  Az eredeti cikk szerkesztőit annak laptörténete sorolja fel. Ez a jelzés csupán a megfogalmazás eredetét és a szerzői jogokat jelzi, nem szolgál a cikkben szereplő információk forrásmegjelöléseként.